# Daryl Thomas
Daryl Thomas (ur. 25 maja 1965 w Chicago, zm. w 2018) – amerykański koszykarz, występujący na pozycji skrzydłowego, po zakończeniu kariery zawodniczej trener koszykarski.
W 1983 wystąpił w meczu gwiazd amerykańskich szkół średnich – McDonald’s All-American.
W 2011 objął stanowisko instruktora koszykówki oraz kierownika do spraw rozwoju zawodników w Chicago Bulls/Chicago White Sox Academy.

## Osiągnięcia
NCAA
- Mistrz NCAA (1987)[4]
- Wicemistrz turnieju NIT (1985)[5]
- 2-krotny uczestnik rozgrywek NCAA Elite Eight (1984, 1987)
- Mistrz sezonu zasadniczego konferencji Big Ten (1987)
- Zaliczony do[3]:
  - I składu Big Ten (1987)
  - II składu Big Ten (1986)
  - Galerii Sław Koszykówki stanu Illinois (1999)[3]

Drużynowe
- Wicemistrz Polski (1995)
- Brązowy medalista mistrzostw Polski (1996)
- Finalista Pucharu Polski (1997)
- Uczestnik Pucharu Koracia (1996/97)

Indywidualne
- MVP ligi brytyjskiej BBL (1988)
- 2-krotny uczestnik meczu gwiazd PLK (1995, 1996)[6][7]
- Uczestnik meczu gwiazd – Polska – Gwiazdy PLK (1997)[8]
- Zaliczony do galerii sław:
  - Chargers Sports Hall of Fame[9]
  - East Suburban Catholic Conference Hall of Fame (2006)[3]